# Bobby Caldwell (cantor)
Bobby Caldwell (Nova Iorque, 15 de agosto de 1951 – Nova Jérsei, 14 de março de 2023) foi um cantor, compositor e multi-instrumentista norte-americano. Ficou conhecido por seu sucesso de 1978, "What You Won't Do for Love". Durante todo esse tempo ele sempre manteve uma base de fãs nos Estados Unidos, mas no Japão seu status é ainda mais alto.

## Início
Bobby Caldwell nasceu em Manhattan, filho de Bob e Carolyn Franklin, apresentadores de Suppertime, um programa do início da história da televisão nos Estados Unidos. Vivendo em Memphis, Tennessee e principalmente em Miami (lugar no qual ele recebeu suas influências musicais), ele tocava piano e violão antes da adolescência. Formando sua própria banda aos dezessete anos, ele saiu para turnês com esse grupo, mais tarde gravando um álbum chamado Kathmandu. As primeiras performances de Caldwell eram mais direcionadas ao rock do que indicaria posteriormente sua carreira; seu início o viu tocar covers de Jimi Hendrix e Cream em pequenos clubes.

## Carreira
Em 1978, Bobby Caldwell viria a ter o grande sucesso de sua carreira: What You Won't Do for Love, que atingiu o Top 10 nas paradas pop (9ª posição) e na R&B (6.ª). O single dessa canção foi lançado num disco de 45RPM com o distintivo formato de coração.
Os álbuns seguintes, The Cat in the Hat e Carry On, não obtiveram grande sucesso comercial nos Estados Unidos, ao contrário do Japão. Em 1983, Caldwell lançou August Moon, um álbum mais voltado ao rock, lançado apenas no Japão (lançado nos Estados Unidos apenas na década seguinte. Depois disso, Caldwell teve um hiato em sua carreira, durante o qual compôs canções para outros intérpretes e fazia a própria versão depois.
Da década de 1980 para a de 1990, a execução de suas músicas nas rádios de soul passou às de smooth jazz, gênero no qual Caldwell é frequentemente citado como pedra angular.

## Atuação
Ao lado de um pequeno papel no filme de 1988, Salsa, Caldwell representou Frank Sinatra de outubro de 1999 a janeiro de 2000 num musical de Las Vegas, The Rat Pack is Back, recebendo avaliações positivas.

## Vida pessoal
Caldwell viveu num haras em Nova Jérsei com sua esposa, Mary, e seus filhos.

## Plateias no Japão
Assim como vários outros cantores (tais como Boz Scaggs, Peter Cetera, Janis Ian e Daryl Hall), Caldwell também obteve um alto grau de popularidade no Japão. Em 1992, ele recebeu o equivalente local ao Grammy na categoria de "Melhor Artista Internacional".
Sua carreira atual reflete sua fama naquele país. Seus álbuns tendem a ser lançados no Japão primeiramente e somente depois nos Estados Unidos, suas turnês tipicamente incluem muitas datas bem-frequentadas no Blue Note de Nagoya e no início da década de 1990, ele se casou e teve gêmeas com uma japonesa.
O grupo japonês de soul e jazz Skoop on Somebody fez uma versão de What You Won't Do for Love em seu álbum,undressed～club SOS～.

## Morte
Caldwell morreu em 14 de março de 2023, aos 71 anos, em Nova Jérsei.

## Discografia
LPs:
- What You Won't Do for Love (1978)
- Cat in the Hat (1980)
- Carry On (1982)
- August Moon (1984)
- Heart of Mine (1988)
- Stuck on You (1991)
- Where is Love (1993)
- Soul Survivor (1995)
- Blue Condition (1996)
- Timeline: The Anthology (1998)
- Come Rain or Come Shine (1999)
- Time and Again: The Anthology Part 2 (2001)
- Perfect Island Nights (2005)

Singles:
- "What You Won't Do for Love" (1978)
- "Coming Down from Love" (1980)
- "Jamaica" (1982)
- "All of My Love" (1982)
- "Take Me, I'll Follow You (1988)".